# فريدي سيرز
فريدي سيرز (بالإنجليزية: Freddie Sears) (27 نوفمبر 1989 المملكة المتحدة - ) هو لاعب كرة قدم بريطاني، يلعب كمهاجم.

## وصلات خارجية
فريدي سيرز على موقع الاتحاد الأوربي (الإنجليزية)
- فريدي سيرز على موقع قاعدة بيانات كرة القدم.إي يو (الإنجليزية)
- فريدي سيرز على موقع Soccerbase.com (لاعب) (الإنجليزية)
- فريدي سيرز على موقع Soccerway.com (الإنجليزية)
- فريدي سيرز على موقع عالم كرة القدم.نت (الإنجليزية)